# Igor Mikhailovich Shalimov
Igor Mikhailovich Shalimov (tiếng Nga: Игорь Михайлович Шалимов); sinh ngày 2 tháng 2 năm 1969) là một huấn luyện viên bóng đá và cựu cầu thủ đội tuyển bóng đá quốc gia Liên Xô và Nga thi đấu ở vị trí tiền vệ.

## Xuất thân
Shalimov sinh tại Moskva và tập luyện bóng đá tại lò đào tạo cầu thủ của FC Spartak Moskva.

## Sự nghiệp cầu thủ
Năm 1986, ông bắt đầu chơi ở giải bóng đá ngoại hạng Liên Xô trong màu áo của đội bóng này ở vị trí tiền vệ và cùng đội này giành ngôi vô địch giải năm 1989 và ngôi á quân năm 1991. Sau thành tích thi đấu tốt ở giải ngoại hạng Liên Xô và trong các trận đấu vòng loại của giải Euro 1992, Shalimov được U.S. Foggia của Ý mời sang thi đấu. Sau một mùa bóng ở đội này, Shalimov chuyển sang đá cho F.C. Internazionale Milano và chơi ở vị trí tiền vệ trung tâm. Shalimov đã đá 50 trận cho Milano và ghi được 11 bàn thắng và cùng đội này giành ngôi á quân giải Serie A mùa bóng 1992-1993. Ngoài ra, Shalimov còn thi đấu cho MSV Duisburg (Đức), AC Lugano (Thụy Sĩ), Udinese Calcio (Ý), Bologna F.C. 1909 (Ý), S.S.C. Napoli (Ý).
Ở cấp quốc gia, Shalimov đã thi đấu 24 trận trong màu áo của đội tuyển Liên Xô (sau đó là đội tuyển SNG) và ghi được 2 bàn. Ở vòng chung kết giải vô địch bóng đá thế giới 1990 tổ chức tại Ý, ông chỉ là cầu thủ dự bị. Nhưng sau đó, khi đội tuyển được trẻ hóa, ông là cầu thủ trụ cột giúp đội tuyển Liên Xô vượt qua Ý ở vòng loại giải Euro 1992 để giành một vé vào vòng chung kết. Ông cũng thi đấu 23 trận trong màu áo của đội tuyển Nga, từng đeo băng đội trưởng đội này và ghi được 3 bàn thắng. Ông cùng đội này tham gia vào chung kết giải Euro 1996.
Khi bị cấm thi đấu 2 năm vì xét nghiệm máu cho dấu hiệu dương tính với nandrolone, một chất bị cấm, Shalimov nghỉ thi đấu nhà nghề. Ông tuyên bố rằng chất nandrolone nằm trong thành phần của loại thuốc mà bệnh viện ở Moskva đã dùng để điều trị chứng xuất huyết bên trong cho ông.

## Sự nghiệp huấn luyện viên
Năm 2001, Shalimov làm huấn luyện viên cho Krasnoznamensk, năm 2003 làm huấn luyện viên cho đội FC Uralan (Elista). Từ năm 2008 đến 2011, Shalimov là huấn luyện viên đội tuyển bóng đá nữ quốc gia Nga.